# 名雪哲夫
名雪 哲夫（なゆき てつお、1958年11月 - ）は、日本の文部科学官僚。

## 人物
県立金沢桜丘高等学校、金沢大学工学部機械工学科卒業。金沢大学大学院修了。1983年科学技術庁入庁。科学技術庁において原子力の安全規制、研究開発推進にかかわる行政に従事。のち、環境庁企画調整局において有害化学物質対策行政に従事。文部科学省科学技術・学術政策局原子力安全課防災環境対策室長、原子力安全委員会事務局審査指針課長などを歴任した。
2012年9月19日、原子力規制庁審議官に就任。2013年1月、内規に違反して1人で日本原子力発電幹部と面会し、原子力規制委員会の調査団が評価会合を開く前に日本原電の求めに応じて報告書原案の情報を渡していたことが発覚。同年2月1日、訓告処分を受けて文部科学省に出向、同省大臣官房付。同年3月31日、山形大学に出向。2014年4月1日より、企画部の専任教授として、重粒子線がん治療施設設置準備室に所属。2015年、退職。2019年3月31日、文部科学省辞職。株式会社千代田テクノル営業統括本部アドバイザー。